# Kot Addu
Kot Addu är en stad i distriktet Muzaffargarh i den pakistanska provinsen Punjab. Folkmängden uppgick till cirka 130 000 invånare vid folkräkningen 2017.